# Shuri (Marvel Comics)
Shuri é uma super-heroína fictícia que aparece nas histórias em quadrinhos americanas publicada pela Marvel Comics. A personagem foi criada pelo roteirista Reginald Hudlin e o desenhista John Romita Jr., aparecendo pela primeira vez em Black Panther vol. 4 #2 (maio de 2005).
Shuri também conhecida como Aja-Adanna, é uma princesa africana do reino fictício de Wakanda. Ela é filha de T'Chaka e irmã de T'Challa, que é o rei de Wakanda e o Pantera Negra, um título adquirido e posto dado ao chefe da nação. Depois que T'Challa é deixado se recuperando de lesões críticas sofridas em batalha, Shuri é testada e considerada adequada para o papel de Pantera Negra e governante de Wakanda. Possui todas as habilidades aprimoradas dadas ao Pantera Negra através do antigo ritual wakandano, é uma hábil artista marcial, permitiu o acesso a extensas tecnologias avançadas e riqueza, e usa capacidades de transformação aprendidas.
Letitia Wright interpreta a personagem nos filmes do Universo Cinematográfico Marvel : Pantera Negra (2018), Vingadores - Guerra Infinita (2018),  Vingadores: Ultimato (2019), e Black Panther: Wakanda Para Sempre (2022), protagonizada neste último filme como a nova Pantera Negra. Para além disso, Ozioma Akagha dá voz a duas versões alternativas mais jovens da personagem na série animada do Disney+ What If...?.

## Histórico
Criado pelo roteirosta Reginald Hudlin e pelo desenhista John Romita Jr., Shuri apareceu pela primeira vez em Black Panther (Vol. 4) # 2 (maio de 2005). A personagem, originalmente escrita como uma princesa de Wakanda e uma personagem coadjuvante, treina e eventualmente sucede a seu irmão mais velho, T'Challa, tornando-se a Pantera Negra e governante de Wakanda por direito próprio.
Em 2018, a Marvel publicou sua primeira série solo vital intitulada Shuri, escrita por Nnedi Okorafor, uma história de amadurecimento que se concentrava em Shuri lidando com seu irmão estando ausente do trono enquanto explorava sua liderança e interesses.
Em 9 de julho de 2020, a Marvel e seus parceiros na Scholastic anunciaram que uma nova história em quadrinhos original estrelando Shuri está a caminho, da autora do best-seller do New York Times, Rosanne A. Brown. Detalhes sobre o enredo e o artista ainda não foram revelados.

## Biografia
Shuri é a irmã mais nova do Pantera Negra original, T'Challa. Sua primeira aparição aconteceu em Black Panther (vol. 4) #2. Em algumas sagas, foi também submetida ao o ritual da Erva Coração, restrito aos líderes de Wakanda, que lhe concedeu as habilidades aprimoradas do Pantera Negra. 
Ela possui uma inteligência do nível dos principais gênios da Terra, sendo a responsável pelo desenvolvimento do traje moderno utilizado por seu irmão, e em algumas ocasiões, usado por ela mesma. Shuri já governou diversas vezes Wakanda enquanto T'Challa estava supostamente morto ou impossibilitado de lutar e governar. Na Saga Infinito, Shuri ordenou um ataque a Atlântida, o deixando a nação submarina em ruínas. Esse acontecimento decorreu dos eventos da Saga "X-Men vs Vingadores", em que Namor, possuído pela Força Fênix, inicia uma guerra contra Wakanda.

## Habilidades
- Inteligência de nível genial
- Perita em artes marciais
- Necromancia
- Super velocidade
- Utilização de equipamento e armas de alta tecnologia, incluindo o uniforme de Vibranium do Pantera Negra
- Maior agilidade, durabilidade, resistência, reflexos, sentidos, velocidade, resistência e força

## Outras Midias
- Shuri aparece na série de animada Black Panther, interpretada por Kerry Washington.
- Shuri aparece na série animada Avengers Assemble, interpretada por Kimberly Brooks (em "The Eye of Agamotto", p. 1), e por Daisy Lightfoot (para episódios subsequentes). Ela aparece pela primeira vez em Avengers: Secret Wars como um personagem menor e depois aparece em Avengers: Black Panther's Quest, com um papel de apoio.
- Shuri aparece em Lego Marvel Super Heroes - Black Panther: Trouble in Wakanda, interpretada por Daisy Lightfoot.
- Shuri aparecerá em Marvel Rising: Operation Shuri, interpretada por Daisy Lightfoot.

### Filmes
- A atriz Letitia Wright interpreta a personagem nos filmes Black Panther (2018), Avengers: Infinity War (2018), Avengers: Endgame (2019) e Black Panther: Wakanda Forever (2022), do Universo Cinematográfico Marvel.[7]